# EMTスクエアード
株式会社EMTスクエアード（イーエムティースクエアード、英: EMT Squared Co.,Ltd.）は、日本のアニメ制作会社。

## 歴史
トムス・エンタテインメントでプロデューサーを務めた宮本秀晃によって2013年に設立された。後に本社を東京都杉並区阿佐谷北1丁目46番4号 友和ビル 4階から同区善福寺1丁目1番1号 善福寺ビルへ移転している。
設立に際して高橋プロダクション（T2studio）が支援しており、T2studioの関連会社と掲載されている。さらに代表取締役の高橋賢太郎が相談役を務めている他、元請作品の撮影はT2 Studioが引き受けることが多い。
2015年に放送された『雨色ココア』にて元請制作を開始。
2022年、T2 Studio桃井スタジオ（メインスタジオ）が入居している同区桃井4丁目4番4号 スターティングビル 5階へ本社を移転。

## 作品

### テレビアニメ
| 開始年 | 放送期間    | タイトル                                                                                  | 監督                    | アニメーション プロデューサー | 備考                                                        |
| ------ | ----------- | ----------------------------------------------------------------------------------------- | ----------------------- | ----------------------------- | ----------------------------------------------------------- |
| 2015年 | 4月 - 6月   | 雨色ココア                                                                                | 望月智充                | 橋本淳至                      |                                                             |
| 2015年 | 8月11日     | あの日、僕らは戦場で〜少年兵の告白〜                                                      | 古賀一臣                | N/A                           | NHKスペシャル内で放映された、アニメ＋実写番組のアニメパート |
| 2015年 | 10月 - 12月 | 雨色ココア Rainy colorへようこそ!                                                         | 古賀一臣                | 石井仁                        |                                                             |
| 2016年 | 4月 - 6月   | くまみこ                                                                                  | 松田清                  | 福島洋心                      | 共同制作：キネマシトラス                                    |
| 2016年 | 7月 - 9月   | 腐男子高校生活                                                                            | 所俊克                  | 石井仁                        |                                                             |
| 2016年 | 10月 - 12月 | 雨色ココア in Hawaii                                                                      | 石井久志                | 宮本秀晃                      |                                                             |
| 2017年 | 1月 - 3月   | にゃんこデイズ                                                                            | 平池芳正                | N/A                           |                                                             |
| 2017年 | 4月 - 6月   | 恋愛暴君                                                                                  | 濁川敦                  | 宮本秀晃                      |                                                             |
| 2017年 | 10月 - 12月 | URAHARA                                                                                   | 久保亜美香              | 宮本秀晃                      | 共同制作：白組                                              |
| 2017年 | 10月 - 12月 | あめこん!!                                                                                | 石井久志                | 宮本秀晃 藤田壽美栄           |                                                             |
| 2018年 | 4月 -7月    | 剣王朝                                                                                    | 荒川真嗣                | 宮本秀晃 三上鉄男             | 第1期                                                       |
| 2018年 | 10月 - 12月 | 剣王朝                                                                                    | 荒川真嗣                | 宮本秀晃 三上鉄男             | 第2期                                                       |
| 2018年 | 4月 - 6月   | ありすorありす                                                                            | 小林浩輔                | はとりあゆみ                  |                                                             |
| 2018年 | 7月 - 9月   | 百錬の覇王と聖約の戦乙女                                                                  | 小林浩輔                | 宮本秀晃                      |                                                             |
| 2019年 | 1月 - 3月   | 雨色ココア sideG                                                                          | 石井久志                | N/A                           |                                                             |
| 2019年 | 10月 - 12月 | アサシンズプライド                                                                        | 相浦和也                | 柴田渉                        |                                                             |
| 2020年 | 1月 - 3月   | ぼくのとなりに暗黒破壊神がいます。                                                        | 濁川敦                  | はとりあゆむ                  |                                                             |
| 2020年 | 10月 - 12月 | くまクマ熊ベアー                                                                          | 信田ユウ                | 柴田渉 近藤泰介               |                                                             |
| 2021年 | 7月 - 9月   | チート薬師のスローライフ〜異世界に作ろうドラッグストア〜                                  | 佐藤まさふみ            | 近藤泰介                      |                                                             |
| 2022年 | 4月 - 6月   | 勇者、辞めます                                                                            | 信田ユウ（総） 石井久志 | 柴田渉 近藤泰介               |                                                             |
| 2022年 | 7月 - 9月   | シュート!Goal to the Future                                                               | 中村憲由                | はとりあゆむ                  | 共同制作：マジックバス                                      |
| 2022年 | 10月 - 12月 | 勇者パーティーを追放されたビーストテイマー、最強種の猫耳少女と出会う                      | 濁川敦                  | 近藤泰介                      |                                                             |
| 2023年 | 4月 - 6月   | くまクマ熊ベアーぱーんち!                                                                 | 信田ユウ                | 武本浩和                      |                                                             |
| 2023年 | 4月 - 6月   | 転生貴族の異世界冒険録〜自重を知らない神々の使徒〜                                        | 中村憲由                | はとりあゆむ                  | 共同制作：マジックバス                                      |
| 2024年 | 1月 - 3月   | 異世界でもふもふなでなでするためにがんばってます。                                        | 北村淳一                | 武本浩和                      |                                                             |
| 2024年 | 4月 - 6月   | 終末トレインどこへいく?                                                                   | 水島努                  | 柴田渉                        |                                                             |
| 2024年 | 7月 - 9月   | 異世界ゆるり紀行 〜子育てしながら冒険者します〜                                           | 濁川敦                  | はとりあゆむ                  | 共同制作：ビー・バード                                      |
| 2025年 | 1月 - 3月   | 妃教育から逃げたい私                                                                      | 田頭しのぶ              | 近藤泰介                      |                                                             |
| 2025年 | 4月 - 6月   | 勘違いの工房主〜英雄パーティの元雑用係が、実は戦闘以外がSSSランクだったというよくある話〜 | 石井久志                | 未公表                        |                                                             |
| 2025年 | 4月 - 6月   | ある魔女が死ぬまで                                                                        | 濁川敦                  | 未公表                        |                                                             |
| 2025年 | 4月 - 6月   | ボールパークでつかまえて!                                                                 | 北村淳一                | 未公表                        |                                                             |
| 2026年 | 未公表      | 魔王の娘は優しすぎる!!                                                                    | 太田雅彦                | 未公表                        |                                                             |
| 未公表 | 未公表      | ヒロイン?聖女?いいえ、オールワークスメイドです（誇）!                                     | 未公表                  | 未公表                        |                                                             |

### 制作協力
| 年     | タイトル                                          | 制作元請                   |
| ------ | ------------------------------------------------- | -------------------------- |
| 2014年 | ばらかもん                                        | キネマシトラス             |
| 2014年 | 繰繰れ! コックリさん                              | トムス・エンタテインメント |
| 2014年 | モーレツ宇宙海賊 ABYSS OF HYPERSPACE -亜空の深淵- | サテライト                 |
| 2015年 | デュラララ!!×2 承                                 | 朱夏                       |
| 2015年 | 長門有希ちゃんの消失                              | サテライト                 |
| 2015年 | 電波教師                                          | A-1 Pictures               |
| 2015年 | Classroom☆Crisis                                  | Lay-duce                   |
| 2015年 | デュラララ!!×2 転                                 | 朱夏                       |
| 2015年 | 干物妹!うまるちゃん                               | 動画工房                   |
| 2015年 | DD北斗の拳2 イチゴ味+                             | 亜細亜堂                   |
| 2016年 | 宇宙パトロールルル子                              | トリガー                   |
| 2016年 | とんかつDJアゲ太郎                                | スタジオディーン           |
| 2016年 | 不機嫌なモノノケ庵                                | ぴえろプラス               |
| 2016年 | ReLIFE                                            | トムス・エンタテインメント |
| 2016年 | 美男高校地球防衛部LOVE!LOVE!                      | スタジオコメット           |